# Ваљи Сото
Ваљи Сото (итал. Vagli Sotto) је насеље у Италији у округу Лука, региону Тоскана.
Према процени из 2011. у насељу је живело 112 становника. Насеље се налази на надморској висини од 583 м.

## Становништво
| 1931. | 1936. | 1951. | 1961. | 1971. | 1981. | 1991. | 2001. | 2011. |
| ----- | ----- | ----- | ----- | ----- | ----- | ----- | ----- | ----- |
| 2.595 | 2.434 | 2.294 | 1.747 | 1.537 | 1.459 | 1.325 | 1.123 | 991   |